# A&E (España)
A&E fue un canal de televisión privado español de pago, propiedad de AMC Networks International Southern Europe. El canal ofrecía contenidos basados en el entretenimiento de no-ficción y en contar historias sobre personajes insólitos.
El 2 de octubre de 2014 comenzaron las emisiones de A&E, reemplazando al canal Bio en la misma señal que éste usaba antes.
El canal emitía en las plataformas Movistar+, Vodafone TV, Orange TV y operadoras de cable local y autonómico. En Portugal emitía en las plataformas NOS, MEO, NOWO y Vodafone.
El 18 de abril de 2018 el canal fue reemplazado por Blaze.

## Programación
Su programación estaba basada en programas de telerrealidad:
- Wahlburgers
- ¿Quién da más?
- ¿Quién da más? Texas
- Transportes imposibles
- Barry'd Treasure
- Duck Dynasty
- Brandi y Jarrod
- ¡Multazo!
- Celebrities y sus experiencias paranormales
- Maldito tatuaje
- Gene Simmons: ¡Vaya joya de familia!
- Novia rica, novia pobre
- Secretos de hotel
- Epic Ink
- Los reyes del trueque
- Combate en la oficina
- No te fíes de Andrew Mayne
- Los predicadores
- Big Smo
- Donnie loves Jenny
- Los locos del rancho
- Reformas extremas
- Compañeros de batalla